# Saint-Josse
|  | Per a altres significats, vegeu «Saint-Josse-ten-Noode». |

Saint-Josse, antigament Saint-Josse-sur-Mer, és un municipi francès al departament del Pas de Calais (regió dels Alts de França). L'any 2007 tenia 1.194 habitants.

## Història
La població creix a l'entorn de l'abadia de Saint-Josse-sur-Mer edificada on va morir, en el darrer terç del segle vii, sant Judoc de Dumnònia, nom que correspon a Josse en francès. Era un lloc de culte i pelegrinatge, fins que va ser suprimida i després destruïda amb la Revolució Francesa.

## Demografia
El 2007 hi havia 1.194 habitants. Hi havia 418 famílies de les quals 70 eren unipersonals (37 homes vivint sols i 33 dones vivint soles), 131 parelles sense fills, 192 parelles amb fills i 25 famílies monoparentals amb fills.

### Habitatges
El 2007 hi havia 534 habitatges, 429 eren l'habitatge principal de la família, 87 eren segones residències i 19 estaven desocupats. 518 eren cases i 10 eren apartaments. Dels 429 habitatges principals, 378 estaven ocupats pels seus propietaris, 41 estaven llogats i ocupats pels llogaters i 10 estaven cedits a títol gratuït; 5 tenien una cambra, 6 en tenien dues, 28 en tenien tres, 92 en tenien quatre i 298 en tenien cinc o més. 368 habitatges disposaven pel capbaix d'una plaça de pàrquing. A 173 habitatges hi havia un automòbil i a 235 n'hi havia dos o més.

### Piràmide de població
La piràmide de població per edats i sexe el 2009 era:
| Homes | Edats   | Dones |
| ----- | ------- | ----- |
| 0     | 95 o +  | 0     |
| 0     | 90 a 94 | 0     |
| 4     | 85 a 89 | 8     |
| 4     | 80 a 84 | 4     |
| 16    | 75 a 79 | 24    |
| 16    | 70 a 74 | 20    |
| 16    | 65 a 69 | 32    |
| 16    | 60 a 64 | 20    |
| 24    | 55 a 59 | 24    |
| 44    | 50 a 54 | 40    |
| 44    | 45 a 49 | 32    |
| 48    | 40 a 44 | 48    |
| 40    | 35 a 39 | 28    |
| 36    | 30 a 34 | 48    |
| 36    | 25 a 29 | 28    |
| 24    | 20 a 24 | 8     |
| 48    | 15 a 19 | 56    |
| 68    | 10 a 14 | 32    |
| 44    | 5 a 9   | 32    |
| 32    | 0 a 4   | 32    |

## Economia
El 2007 la població en edat de treballar era de 786 persones, 559 eren actives i 227 eren inactives. De les 559 persones actives 504 estaven ocupades (283 homes i 221 dones) i 57 estaven aturades (25 homes i 32 dones). De les 227 persones inactives 74 estaven jubilades, 84 estaven estudiant i 69 estaven classificades com a «altres inactius».

### Ingressos
El 2009 a Saint-Josse hi havia 440 unitats fiscals que integraven 1.211,5 persones, la mediana anual d'ingressos fiscals per persona era de 19.204 €.

### Activitats econòmiques
Dels 71 establiments que hi havia el 2007, 1 era d'una empresa extractiva, 1 d'una empresa alimentària, 2 d'empreses de fabricació d'altres productes industrials, 16 d'empreses de construcció, 14 d'empreses de comerç i reparació d'automòbils, 1 d'una empresa de transport, 6 d'empreses d'hostatgeria i restauració, 3 d'empreses d'informació i comunicació, 2 d'empreses financeres, 5 d'empreses immobiliàries, 13 d'empreses de serveis, 4 d'entitats de l'administració pública i 3 d'empreses classificades com a «altres activitats de serveis».
Dels 18 establiments de servei als particulars que hi havia el 2009, 1 era una oficina de correu, 1 funerària, 1 paleta, 3 guixaires pintors, 2 fusteries, 3 lampisteries, 2 electricistes, 1 empresa de construcció, 3 restaurants i 1 agència immobiliària.
Dels 3 establiments comercials que hi havia el 2009, 1 era una botiga de més de 120 m², 1 una botiga de menys de 120 m² i 1 una botiga de roba.
L'any 2000 a Saint-Josse hi havia 10 explotacions agrícoles que ocupaven un total de 654 hectàrees.

## Equipaments sanitaris i escolars
El 2009 hi havia una escola elemental.

## Poblacions properes
El següent diagrama mostra les poblacions més properes.